# Франс де Бройн Копс
Жордж Франсуа «Франс» де Брейн Копс (нід. Frans de Bruyn Kops, 28 жовтня 1886, Бенкелен, Голландська Ост-Індія — 22 листопада 1979, Гаага) — нідерландський футболіст, учасник літніх Олімпійських ігор 1908 року, де завоював з командою бронзову медаль футбольного турніру.

## Клубна кар'єра
Грав за клуб ГБС (Гаага), до якого приєднався з команди Ахіллес (Ротердам). Чемпіон Нідерландів 1906 року.

## Міжнародна кар'єра
Де Брейн Копс дебютував за збірну Нідерландів у товариському матчі проти Бельгії у квітні 1906 року та провів загалом 3 матчі, забив 1 гол. Його останнім міжнародним матчем став матч проти Швеції в жовтні 1908 року на Літніх Олімпійських іграх 1908 року.

## Титули і досягнення
- Бронзовий призер Олімпійських ігор (1):

Нідерланди: 1908
- Чемпіон Нідерландів (1):

ГБС (Гаага): 1906

## Статистика

### Статистика виступів за збірну
| Дата       | Місто     | Господарі       | Результат | Гості      | Турнір               | Голи | Примітки |
| ---------- | --------- | --------------- | --------- | ---------- | -------------------- | ---- | -------- |
| 29-4-1906  | Антверпен | Бельгія         | 5 – 0     | Нідерланди | товариський матч     | -    |          |
| 22-10-1908 | Лондон    | Велика Британія | 4 – 0     | Нідерланди | ОІ 1908 - 1/2 фіналу | -    |          |
| 23-10-1908 | Лондон    | Нідерланди      | 2 – 0     | Швеція     | ОІ 1908 - За 3 місце | -    |          |
| Усього     |           | Матчів          | 3         |            | Голів                | 0    |          |